# Johann Heinrich Fixsen
Johann Heinrich Fixsen, né le 19 octobre 1825 à Saint-Pétersbourg et mort le 4 septembre 1899 à Hambourg, est un entomologiste russe spécialisé dans les Lepidoptera de la région paléarctique.
Il est l'auteur de Lepidopteren-Verzeichniss der Umgegend von St. Petersburg.